# Plooivoetstuifzwam
De plooivoetstuifzwam (Lycoperdon excipuliforme) is een buikzwam uit de familie Agaricaceae.

## Kenmerken
Uiterlijke kenmerken
Het vruchtlichaam is groot, 8 tot 15 cm hoog, met een bolvormige kop op een flinke steel, die aan de basis en bovenaan vaak sterk geplooid is. De  kleur is witachtig tot licht beige, later verkleurend naar grijsbruin. Het oppervlak is bedekt met spitse schubjes of vlokjes die later afvallen. De binnenzijde van kop en steel is eerst wit en sponzig, in de kop vormt zich bij rijpheid een olijfbruine poederig-dradige sporenmassa. Het inwendige van de steel verkleurt naar vaal bruin. De sporen komen naar buiten door een kratervormige opening die steeds groter wordt. Uiteindelijk resteert een papierdun overblijfsel dat nog tot in het voorjaar gevonden kan worden. 
Microscopische kenmerken
De bolvormige, (olijf)bruine sporen meten 4 tot 6 μm. Ze hebben een wrattig oppervlak en een rechte tot licht gebogen steel tot 2,5 μm lang. De sporen groeien in groepjes van vier op de basidia. Cystidia zijn niet aanwezig.

## Habitat
De plooivoetstuifzwam is een saprobiont die leeft in de strooisellaag op voedselrijke, meest zandige bodems. De soort komt voor in naald- en loofbossen, in wegbermen, parken en in schrale graslanden. 

## Verspreiding
De plooivoetstuifzwam komt met name voor Europa, maar wordt ook sporadisch daarbuiten gemeld in landen als Verenigde Staten, Rusland en Nieuw-Zeeland . Het is in Nederland een algemeen voorkomende soort in nazomer en herfst.